# Gilles Courteau
Gilles Courteau (né le 7 octobre 1957) est un ancien administrateur canadien de hockey sur glace. Il a été président de la Ligue de hockey junior majeur du Québec (LHJMQ) de 1986 à 2023 et vice-président de la Ligue canadienne de hockey. Durant son mandat de président, la LHJMQ est passée de 10 équipes au Québec seulement, à 18 équipes incluant le Canada atlantique. Il a mis en place l'anglais comme langue d'enseignement et a demandé à la ligue de fournir une éducation et une assistance aux joueurs. Il a auparavant travaillé pour les Draveurs de Trois-Rivières, les Remparts de Québec, les Nordiques de Québec et a été intronisé au Temple de la renommée de Hockey Québec en 2016.

## Biographie

### Début de carrière au hockey
Courteau est né le 7 octobre 1957 à Trois-Rivières, dans la province de Québec au Canada. Il a commencé sa carrière dans le hockey comme statisticien pour les Draveurs de Trois-Rivières de 1975 à 1977. Il a travaillé avec l'entraîneur-chef Michel Bergeron pendant deux saisons, Le propriétaire de l'équipe, Sylvain Cinq-Mars, a recommandé à Courteau de postuler pour un poste similaire au sein de la ligue après que le président de la ligue, Paul Dumont, a ouvert un bureau administratif au Colisée de Québec,. Courteau a travaillé comme administrateur général de la LHJMQ de 1977 à 1980,.Il devient par la suite directeur général des Remparts de Québec de 1980 à 1985 après le départ de Martin Madden,,.Courteau a également été agent de relations publiques pour les Nordiques de Québec de 1983 à 1985,. Lorsque les premiers Remparts de Québec ont déménagé en 1985, Courteau est retourné travailler pour la LHJMQ en tant que directeur administratif.

### Président LHJMQ
Courteau est devenu président de la Ligue de hockey junior majeur du Québec (LHJMQ) le 13 février 1986. Il a été nommé président par intérim à la démission de Guy Morissette et est resté le dixième et le plus ancien président de la ligue. Il a assumé le rôle supplémentaire de commissaire de la LHJMQ en septembre 2001,,est également vice-président de la Ligue canadienne de hockey (CHL) et représente la LCH au conseil junior de Hockey Canada,.
Lorsque Courteau a pris la relève lors de la saison 1985-1986 de la LHJMQ, la ligue comptait dix équipes et un personnel de bureau de trois employés à temps plein; à partir de la saison 2014-2015 de la LHJMQ, la ligue comptait dix-huit équipes et un effectif de vingt employés à temps plein. Il a dirigé l'expansion au Canada atlantique, en commençant par Halifax lors de la saison 1994-1995 de la LHJMQ, ce qui, selon Courteau, est l'une de ses plus grandes réalisations en tant que président,,.La décision a réussi à permettre à de nouveaux propriétaires et à des hommes d'affaires respectés de rejoindre la ligue, d'augmenter les attentes et le profil de la[pas clair],,. La croissance a permis à Courteau de négocier une prolongation de 12 ans des droits de télévision de la LHJMQ avec les réseaux TVA Sports et Sportsnet,, et a établi le partage des revenus pour aider les petites équipes du marché.
Au début des années 2000, Courteau a ordonné aux entraîneurs de la ligue de parler anglais au lieu du français pendant les entraînements, dans les vestiaires et pendant les matchs, en réponse à la préoccupation de la Ligue nationale de hockey selon laquelle les joueurs du Québec ne parlaient pas assez bien la langue pour jouer aux niveaux professionnels,. Il a été critiqué dans les médias francophones du Québec, mais a défendu sa décision car elle préparait les athlètes pour les ligues professionnelles qui n'utilisent que l'anglais. Il a également mis en place des cours de français pour les athlètes ayant l'anglais comme première langue, afin de les aider à s'adapter à l'hébergement en français et à la fréquentation des écoles locales,.
En réponse au recours collectif contre la LCH concernant le statut de ses joueurs par rapport au salaire minimum au Canada, Courteau a déclaré que ses joueurs ne sont pas des employés, mais des étudiants-athlètes,. Il a réussi à faire pression pour que des modifications soient apportées aux normes du travail en Nouvelle-Écosse, au Nouveau-Brunswick et à l'Île-du-Prince-Édouard et, depuis juin 2018, il négocie avec le gouvernement du Québec. Courteau a déclaré que si les joueurs recevaient un salaire hebdomadaire, ils seraient moins susceptibles de poursuivre leurs études. Il dit que la priorité de la ligue est de superviser les joueurs, de s'assurer qu'ils ont un logement, de la nourriture, une éducation, de l'équipement de hockey et de recevoir une allocation hebdomadaire,. Il a également déclaré que la ligue dépense 75 000 $ par joueur chaque année, y compris les frais de scolarité et le tutorat, et s'apparente plus à une bourse qu'à un salaire.Il a introduit un programme d'aide aux joueurs en 2012 pour aider les joueurs sur la glace et hors glace et souhaite conserver la confiance des joueurs et des parents, en tant que membre de sa propre famille élargie,.
Courteau a maintenu le statu quo sur la non-divulgation du nombre de commotions cérébrales dans la LHJMQ, en raison de la confidentialité des dossiers médicaux, mais a déclaré que la LCH pourrait adopter une politique sur la divulgation des statistiques à l'avenir. Il a également déclaré que la LCH a envisagé un changement de nom possible de la LHJMQ, mais qu'il y a des problèmes concernant l'image de marque et la diffusion.
En décembre 2022, Courteau, annonce qu'il prendra sa retraite de la LHJMQ en mai 2024. Il a plutôt démissionné plus tôt, à compter du 5 mars 2023.

## Honneurs et récompenses
Courteau a reçu une mention élogieuse du ministre des Anciens Combattants du Canada pour son rôle dans l'établissement d'une semaine des anciens combattants dans toute la LHJMQ en 2010. Courteau a été intronisé au Temple de la renommée de Hockey Québec le 11 juin 2016.

## Vie privée
Courteau a été entraîneur de baseball à Trois-Rivières en 1975,. Il a travaillé à l' usine de pâtes et papiers CIP à Trois-Rivières, avant de déménager à Québec pour poursuivre une carrière de hockeyeur.Après le déménagement de la LHJMQ à Boucherville, Courteau est devenu résident de Varennes.